# Polisportiva Filottrano Pallavolo 2018-2019
Questa voce raccoglie le informazioni riguardanti la Polisportiva Filottrano Pallavolo nelle competizioni ufficiali della stagione 2018-2019.

## Stagione
Nella stagione 2018-19 la Polisportiva Filottrano Pallavolo assume la denominazione sponsorizzata di Lardini Filottrano.
Partecipa per la seconda volta alla Serie A1, usufruendo del ripescaggio a seguito della retrocessione in Serie A2 al termine della stagione 2017-17; chiude la regular season di campionato all'undicesimo posto in classifica.

## Organigramma societario
Area direttiva
- Presidente: Renzo Gobbi

Area tecnica
- Allenatore: Luca Chiappini (fino al 27 novembre 2018), Filippo Schiavo (dal 28 novembre 2018)
- Allenatore in seconda: Flavio Rocca
- Scout man: Marica Magagnini

## Rosa
| N° | Nome                | Ruolo | Data di nascita   | Nazionalità sportiva |
| -- | ------------------- | ----- | ----------------- | -------------------- |
| 1  | Anthī Vasilantōnakī | S     | 9 aprile 1996     | Grecia               |
| 3  | Ilaria Garzaro      | C     | 29 settembre 1986 | Italia               |
| 4  | Courtney Schwan     | S     | 9 maggio 1996     | Stati Uniti          |
| 4  | Laura Partenio      | S     | 29 dicembre 1991  | Italia               |
| 6  | Yi Chen Yang        | P     | 4 aprile 1992     | Taipei cinese        |
| 7  | Koyomi Tominaga     | P     | 1º maggio 1989    | Giappone             |
| 8  | Laura Baggi         | S     | 2 gennaio 1992    | Italia               |
| 9  | Chiara Di Iulio     | S     | 5 maggio 1985     | Italia               |
| 10 | Paola Cardullo      | L     | 18 marzo 1982     | Italia               |
| 13 | Asia Cogliandro     | C     | 12 gennaio 1996   | Italia               |
| 14 | Aiyana Whitney      | O     | 6 aprile 1993     | Stati Uniti          |
| 15 | Bernarda Brčić      | P     | 12 maggio 1991    | Croazia              |
| 16 | Chiara Rumori       | L     | 16 giugno 1998    | Italia               |
| 17 | Giulia Pisani       | C     | 4 giugno 1992     | Italia               |

## Mercato
| Acquisti                               | Acquisti            | Acquisti     | Acquisti   |
| R.                                     | Nome                | da           | Modalità   |
| -------------------------------------- | ------------------- | ------------ | ---------- |
| S                                      | Laura Baggi         | -            | definitivo |
| L                                      | Paola Cardullo      | Bergamo      | definitivo |
| S                                      | Chiara Di Iulio     | San Casciano | definitivo |
| C                                      | Ilaria Garzaro      | River        | definitivo |
| C                                      | Giulia Pisani       | -            | definitivo |
| L                                      | Chiara Rumori       | Trevi        | definitivo |
| S                                      | Courtney Schwan     | Washington   | definitivo |
| P                                      | Koyomi Tominaga     | Ageo Medics  | definitivo |
| S                                      | Anthī Vasilantōnakī | AGIL         | definitivo |
| O                                      | Aiyana Whitney      | Yunnan       | definitivo |
| P                                      | Yi Chen Yang        | Taiwan Power | definitivo |
| Trasferimenti nel corso della stagione |                     |              |            |
| P                                      | Bernarda Brčić      | Olimpik      | definitivo |
| S                                      | Laura Partenio      | Pro Victoria | definitivo |

| Cessioni                               | Cessioni            | Cessioni        | Cessioni   |
| R.                                     | Nome                | a               | Modalità   |
| -------------------------------------- | ------------------- | --------------- | ---------- |
| P                                      | Beatrice Agrifoglio | Olimpia Teodora | definitivo |
| P                                      | Francesca Bosio     | Cuneo Granda    | definitivo |
| L                                      | Federica Feliziani  | -               | ritirata   |
| L                                      | Nicole Gamba        | CUS Torino      | definitivo |
| C                                      | Sara Hutinski       | Alba-Blaj       | definitivo |
| C                                      | Alessia Mazzaro     | Savino Del Bene | definitivo |
| S                                      | Annie Mitchem       | Savino Del Bene | definitivo |
| S                                      | Chiara Negrini      | -               | ritirata   |
| S                                      | Lana Ščuka          | Gorica          | definitivo |
| O                                      | Nikki Taylor        | Kangasala       | definitivo |
| Trasferimenti nel corso della stagione |                     |                 |            |
| S                                      | Chiara Di Iulio     | VakıfBank       | definitivo |
| S                                      | Courtney Schwan     | Marsala         | definitivo |
| P                                      | Yi Chen Yang        | -               | svincolata |

## Risultati

### Serie A1

#### Girone di andata
| 1ª giornata - 28 ottobre 2018 PalaBaldinelli, Osimo           | Filottrano    | 1 - 3 | Savino Del Bene   | 25-23, 23-25, 22-25, 23-25       |
| 2ª giornata - 1º novembre 2018 Centro Pavesi, Milano          | Club Italia   | 1 - 3 | Filottrano        | 18-25, 13-25, 26-24, 17-25       |
| 4ª giornata - 11 novembre 2018 PalaBaldinelli, Osimo          | Filottrano    | 1 - 3 | Millenium Brescia | 22-25, 25-23, 23-25, 19-25       |
| 5ª giornata - 14 novembre 2018 PalaRadi, Cremona              | Casalmaggiore | 3 - 0 | Filottrano        | 25-21, 25-19, 25-22              |
| 6ª giornata - 18 novembre 2018 PalaTerdoppio, Novara          | AGIL          | 3 - 1 | Filottrano        | 25-21, 19-25, 25-18, 25-21       |
| 7ª giornata - 25 novembre 2018 PalaBaldinelli, Osimo          | Filottrano    | 0 - 3 | Imoco             | 19-25, 17-25, 12-25              |
| 8ª giornata - 2 dicembre 2018 Palazzetto dello sport, Bergamo | Bergamo       | 3 - 1 | Filottrano        | 25-18, 25-18, 23-25, 25-16       |
| 9ª giornata - 8 dicembre 2018 PalaBaldinelli, Osimo           | Filottrano    | 3 - 1 | Cuneo Granda      | 25-20, 15-25, 25-22, 25-16       |
| 10ª giornata - 15 dicembre 2018 PalaPiantanida, Busto Arsizio | UYBA          | 3 - 1 | Filottrano        | 22-25, 25-17, 25-19, 25-23       |
| 11ª giornata - 23 dicembre 2018 PalaBaldinelli, Osimo         | Filottrano    | 0 - 3 | Pro Victoria      | 27-29, 21-25, 21-25              |
| 12ª giornata - 26 dicembre 2018 Nelson Mandela Forum, Firenze | San Casciano  | 3 - 1 | Filottrano        | 25-22, 25-15, 24-26, 25-21       |
| 13ª giornata - 29 dicembre 2018 PalaBaldinelli, Osimo         | Filottrano    | 3 - 2 | Chieri '76        | 23-25, 25-22, 25-18, 22-25, 15-9 |

#### Girone di ritorno
| 1ª giornata - 5 gennaio 2019 PalaBaldinelli, Osimo             | Savino Del Bene   | 3 - 0 | Filottrano    | 25-21, 25-15, 25-14        |
| 2ª giornata - 9 gennaio 2019 Centro Pavesi, Milano             | Filottrano        | 3 - 0 | Club Italia   | 25-23, 25-20, 25-21        |
| 4ª giornata - 26 gennaio 2019 PalaBaldinelli, Osimo            | Millenium Brescia | 3 - 0 | Filottrano    | 27-25, 25-20, 25-22        |
| 5ª giornata - 30 gennaio 2019 PalaRadi, Cremona                | Filottrano        | 0 - 3 | Casalmaggiore | 18-25, 17-25, 20-25        |
| 6ª giornata - 10 febbraio 2019 PalaTerdoppio, Novara           | Filottrano        | 0 - 3 | AGIL          | 22-25, 16-25, 15-25        |
| 7ª giornata - 16 febbraio 2019 PalaBaldinelli, Osimo           | Imoco             | 3 - 0 | Filottrano    | 25-22, 25-23, 25-23        |
| 8ª giornata - 24 febbraio 2019 Palazzetto dello sport, Bergamo | Filottrano        | 3 - 1 | Bergamo       | 30-28, 27-29, 25-16, 25-22 |
| 9ª giornata - 3 marzo 2019 PalaBaldinelli, Osimo               | Cuneo Granda      | 3 - 0 | Filottrano    | 25-18, 25-15, 25-23        |
| 10ª giornata - 10 marzo 2019 PalaPiantanida, Busto Arsizio     | Filottrano        | 1 - 3 | UYBA          | 19-25, 22-25, 27-25, 23-25 |
| 11ª giornata - 17 marzo 2019 PalaBaldinelli, Osimo             | Pro Victoria      | 3 - 1 | Filottrano    | 19-25, 25-18, 25-21, 25-18 |
| 12ª giornata - 24 marzo 2019 Nelson Mandela Forum, Firenze     | Filottrano        | 1 - 3 | San Casciano  | 26-24, 21-25, 19-25, 21-25 |
| 13ª giornata - 30 marzo 2019 PalaBaldinelli, Osimo             | Chieri '76        | 3 - 0 | Filottrano    | 25-18, 25-15, 25-17        |

## Statistiche

### Statistiche di squadra
| Competizione | Punti | In casa | In casa | In casa | In trasferta | In trasferta | In trasferta | Totale | Totale | Totale |
| Competizione | Punti | G       | V       | P       | G            | V            | P            | G      | V      | P      |
| ------------ | ----- | ------- | ------- | ------- | ------------ | ------------ | ------------ | ------ | ------ | ------ |
| Serie A1     | 14    | 12      | 4       | 8       | 12           | 1            | 11           | 24     | 5      | 19     |
| Totale       | -     | 12      | 4       | 8       | 12           | 1            | 11           | 24     | 5      | 19     |

G = partite giocate; V = partite vinte; P = partite perse

### Statistiche dei giocatori
| Giocatore        | Serie A1 | Serie A1 | Serie A1 | Serie A1 | Serie A1 | Totale | Totale | Totale | Totale | Totale |
| Giocatore        | P        | PT       | AV       | MV       | BV       | P      | PT     | AV     | MV     | BV     |
| ---------------- | -------- | -------- | -------- | -------- | -------- | ------ | ------ | ------ | ------ | ------ |
| L. Baggi         | 15       | 16       | 14       | 1        | 1        | 15     | 16     | 14     | 1      | 1      |
| B. Brčić         | 6        | 1        | 1        | 0        | 0        | 6      | 1      | 1      | 0      | 0      |
| P. Cardullo      | 20       | 0        | 0        | 0        | 0        | 20     | 0      | 0      | 0      | 0      |
| A. Cogliandro    | 22       | 119      | 97       | 8        | 14       | 22     | 119    | 97     | 8      | 14     |
| C. Di Iulio      | 14       | 145      | 130      | 10       | 5        | 14     | 145    | 130    | 10     | 5      |
| I. Garzaro       | 24       | 147      | 116      | 23       | 8        | 24     | 147    | 116    | 23     | 8      |
| L. Partenio      | 8        | 89       | 80       | 6        | 3        | 8      | 89     | 80     | 6      | 3      |
| G. Pisani        | 11       | 75       | 49       | 22       | 4        | 11     | 75     | 49     | 22     | 4      |
| C. Rumori        | 6        | 0        | 0        | 0        | 0        | 6      | 0      | 0      | 0      | 0      |
| C. Schwan        | 9        | 9        | 9        | 0        | 0        | 9      | 9      | 9      | 0      | 0      |
| K. Tominaga      | 24       | 53       | 35       | 9        | 9        | 24     | 53     | 35     | 9      | 9      |
| A. Vasilantōnakī | 24       | 347      | 302      | 23       | 22       | 24     | 347    | 302    | 23     | 22     |
| A. Whitney       | 24       | 304      | 269      | 16       | 19       | 24     | 304    | 269    | 16     | 19     |
| Y. Yi Chen       | 4        | 0        | 0        | 0        | 0        | 4      | 0      | 0      | 0      | 0      |

P = presenze; PT = punti totali; AV = attacchi vincenti; MV = muri vincenti; BV = battute vincenti